# Самокатчики (похороненные у Кремлёвской стены)
Самокатчики — солдаты-велосипедисты самокатного запасного батальона, похороненные у Кремлёвской стены в городе Москве.

## Самокатный батальон в октябрьских боях 1917 года в Москве

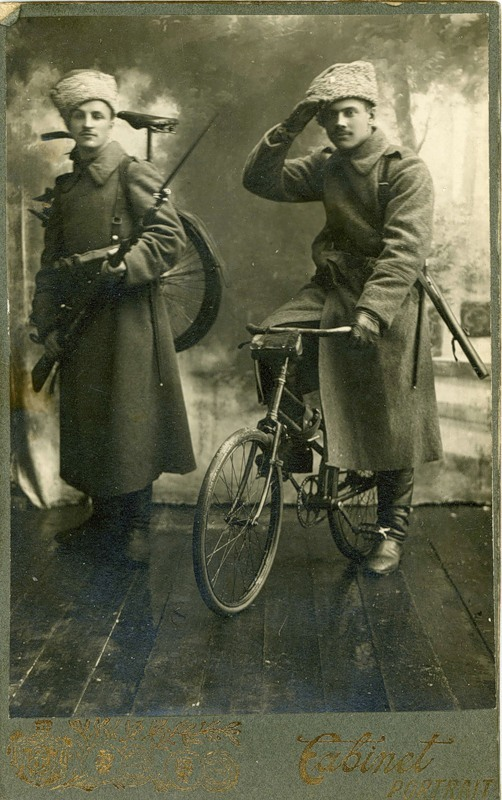
Самокатчики Русской императорской армии, примерно 1910—1916 годы.

25 октября 1917 года, когда в Москве узнали об успехе Революции в Петрограде, большевистский партийный центр приказал солдатам самокатного запасного батальона взять под охрану Моссовет и Политехнический музей. Это было сделано не случайно, так как батальон был полностью большевистским. Ещё в августе на собрании самокатчики заявили, что они готовы воевать за революционеров.
В ночь на 26 октября самокатчики, охранявшие Моссовет (и работавший там ВРК), при патрулировании прилегающих улиц первыми вступили в бой с юнкерами, начавшими наступление на штаб московского восстания. Бои шли во всех переулках между Тверской улицей и параллельной ей Большой Никитской.
29 октября им совместно с подошедшей помощью удалось отбросить юнкеров на Тверской бульвар и захватить гостиницу «Люкс».
Самокатчики захватили Малый театр и с его чердака начали обстреливать гостиницу «Метрополь». Одновременно, обойдя гостиницу «Метрополь», самокатчики через Лубянскую площадь пробрались в Китай-город на Никольскую улицу.

### Память
Троих погибших похоронили у Кремлёвской стены:
- Томский Георгий Васильевич (? — умер 31.10.1917) — солдат. Родился: Вологодская губерния, Усть-Сысольский уезд, Койгородская волость (сейчас Республика Коми). Был смертельно ранен в центре Москвы.
- Дроздов Фёдор (? — умер 10.1917) — солдат. Погиб при захвате Алексеевского военного училища в Лефортово.
- Есаулов Дмитрий (? — умер 10.1917) — солдат. Погиб при захвате Алексеевского военного училища в Лефортово.

В 1924 году в честь солдат данного батальона Новоблагословенную улицу в Москве переименовали в Самокатную.